# Mano Negra (bier)
Mano Negra is een Belgisch bier van hoge gisting.
Het bier wordt gebrouwen in Brouwerij Alvinne te Moen.
Het is een zwart bier, type Imperial Stout met een alcoholpercentage van 10%.

## Varianten
Het bier wordt in de Alvinne Oak Collection op verschillende (eiken) vaten gerijpt.
- Mano Negra Bourbon Barrel Oak Aged
- Mano Negra Chili Stout (Bourbon Barrel)
- Mano Negra Oak Aged Bladnoch Barrel
- Mano Negra Oak Aged Glenrothes Barrel